# Metzgeria liebmanniana
Metzgeria liebmanniana é uma espécie de planta do gênero Metzgeria e da família Metzgeriaceae.   É considerada como vulnerável (VU) no território
brasileiro, pela restrição ao ecossistema Mata Atlântica, que sofre um
processo crescente de degradação; por ocorrer em altitude mediana a elevada
nas serras do nordeste, sudeste, e sul e por ser conhecida para quatro
localidades, das quais duas estão protegidas por unidades de conservação
(Parque Nacional do Caparaó e Ilha de São Sebastião). 

## Forma de vida
É uma espécie corticícola, rupícola, terrícola e talosa, crescendo sobre troncos e ramos de árvores vivas, superfícies rochosas ou barrancos, com distribuição restrita aos picos de altitude mediana a elevada da Mata Atlântica 

## Descrição
Gametófito mediano a robusto, verde-amarelado, castanho a castanho-avermelhado. Talo plano a subplano, ondulado, dicotomias irregulares, ápice obtuso., em seção transversal lâmina com 29–55 células de largura da costa a margem, células mamilosas, paredes delgadas a espessadas; trigônios pequenos a bem desenvolvidos, cutícula lisa; costa arqueada para ambos os lados com de 4–6 fileiras de células epidérmicas dorsais, e de 5–8 ventrais; medula com 28–30 células em de 5–6 camadas, células de parede ligeira a fortemente espessadas. Talo uniforme a densamente hirsuto, rizoides eretos, flexuosos, falcados a fortemente falcados, na margem, superfície ventral da lâmina e da costa, na margem de 1–2(–3) rizoides por célula. Talo masculino menor que o feminino, lâmina 20–45 células, costa (3–)4–5(–6) fileiras dorsais e (4–)5–7(–8) ventrais. Gemas na superfície dorsal do talo, discoides a liguladas, planas, rizoides curtos, eretos ou flexuosos. Dioico. Ramo masculino globoso a subgloboso, rizoides na superfície externa. Invólucro feminino conchiforme, com rizoides eretos a falcados, na margem e superfície externa. Desenvolvimento externo do invólucro feminino em talo vegetativo. Caliptra carnosa, claviforme a obpiriforme, rizoides eretos, na superfície externa. Seta com 2,5–3,5 milímetros de comprimento Esporos  castanho-avermelhados, granulosos. 					 				 			 		 

## Conservação
A espécie faz parte da Lista Vermelha das espécies ameaçadas do estado do Espírito Santo, no sudeste do Brasil. A lista foi publicada em 13 de junho de 2005 por intermédio do decreto estadual nº 1.499-R. 

## Distribuição
A espécie é encontrada nos estados brasileiros de Bahia, Espírito Santo, Minas Gerais, Rio Grande do Sul e São Paulo. 
Em termos ecológicos, é encontrada no domínio fitogeográfico de Mata Atlântica, em regiões com vegetação de floresta ombrófila pluvial e mata de araucária. É encontrada também México, Colômbia, Venezuela, Peru, Bolívia, Argentina e Chile, Guatemala, Honduras, Panamá, Costa Rica e Equador. 